# Rhanteriopsis
Rhanteriopsis är ett släkte av korgblommiga växter. Rhanteriopsis ingår i familjen korgblommiga växter.
Kladogram enligt Catalogue of Life:
| Rhanteriopsis | \| \| Rhanteriopsis lanuginosa \| \| \| \| \| \| Rhanteriopsis microcephala \| \| \| \| |
|               | \| \| Rhanteriopsis lanuginosa \| \| \| \| \| \| Rhanteriopsis microcephala \| \| \| \| |
|               | Rhanteriopsis lanuginosa                                                                |
|               |                                                                                         |
|               | Rhanteriopsis microcephala                                                              |
|               |                                                                                         |